# Тобіас Штефан
Тобіас Штефан (нім. Tobias Stephan; 21 січня 1984, Цюрих, Швейцарія) — швейцарський хокеїст, воротар, який виступає за Лозанну в чемпіонаті Швейцарії (Національна ліга А).

## Кар'єра
Свою кар'єру розпочав у клубі Клотен Флаєрс в сезоні 2000/01 років. Наступний сезон провів у ЕХК Кур.
У драфті НХЛ 2002 був обраний в другому раунді, під 34-м номером клубом «Даллас Старс».
До сезону 2005/06 Тобіас виступав за клуби швейцарської Національної ліги А, зокрема у «Клотен Флаєрс» він став першим номером та зробив три результативні передачі.
При підготовці до сезону 2006/07 років Штефан залишився в тренувальному таборі «Даллас Старс», але не зміг конкурувати з Юханом Хедбергом і вирушив до фарм-клубу «Айова Старс» (АХЛ). У фарм-клубі Тобіас виступав два сезони. Його дебют в НХЛ відбувся в сезоні 2007/08 років, провів один матч, в сезоні 2008/09 відіграв вже 10 матчів. Після цього в сезоні 2009/10 повернувся до Швейцарії й уклав контракт з Серветт-Женева. У 2010 році став срібним призером чемпіонату Швейцарії.
Влітку 2014 року Тобіас перейшов до клубу Цуг, кольори якого захищав п'ять сезонів.
З 2019 року захищає кольори клубу «Лозанна».

## Кар'єра (збірна)
Тобіас виступав у складі юніорської збірної Швейцарії на чемпіонатах світу U18 в 2001 і 2002 роках та молодіжному чемпіонаті світу в 2002 та 2003 роках. 
У складі національної збірної виступав на чемпіонатах світу: 2003, 2010, 2011 і 2012 роках. На чемпіонаті світу 2013 року Штефан був у збірній, виграв срібну медаль, але не провів жодної гри. Також був учасником трьох зимових Олімпійських ігор, але на двох останніх 2014 та 2018 року залишався в запасі.

## Нагороди та досягнення
- 2001 Срібний призер юніорського чемпіонату світу
- 2001 Найкращий воротар юніорського чемпіонату світу
- 2001 Увійшов до складу усіх зірок юніорського чемпіонату світу
- 2013 Срібний призер чемпіонату світу
- 2013 Переможець Кубка Шпенглера 2013 у складі Серветт-Женева